# آناستازیا زاریکا
آناستازیا زاریکا (اوکراینی: Анастасія Олексіївна Зарицька؛ زادهٔ ۸ ژانویهٔ ۱۹۹۸) تنیس‌باز اهل جمهوری چک است.